# Aufklärung (Literatur)
Der Literatur der Aufklärung oder Aufklärungsliteratur werden allgemein Werke zugeordnet, die zwischen 1720 und 1800 entstanden sind und bewusst oder unbewusst die Ideen des Zeitalters der Aufklärung vertreten. In vielen Sprachen wird für diese Epoche die Metapher des Lichts verwendet (englisch Age of Enlightenment, französisch Siècle des Lumières, polnisch Oświecenie). Das literarische Großprojekt war die in Frankreich ab 1750 entstandene Encyclopédie. Zahlreiche Vordenker der Aufklärung waren gleichzeitig Literaten.

## Allgemeines
In der Zeit der frühen Aufklärung begann das Bürgertum seinen Aufstieg innerhalb des absolutistischen Staates. Die Literatur wandte sich an das bürgerliche Publikum, anstatt weiterhin die Fürsten zu preisen, sodass sich aufgrund dessen neue Literaturformen entwickelten. Auch das zweihundertjährige Ringen um die richtige Interpretation der Religion hatte sich erschöpft; der Gedanke der Vanitas oder die mystischen Erfahrungen erschienen als emotionaler Ballast; sie wichen der Forderung nach Klarheit des Geistes und lebensnützlichem Orientierungswissen sowie der Idee einer für alle Völker verständlichen Naturreligion.
Die Literatur der Aufklärung hatte vor allem eine erzieherische Funktion und forderte die „sittliche Besserung“ des Menschen. Mit ihren Gedanken knüpft sie an die – durch die Renaissance wiederbelebten – antiken Ideale und Sichtweisen an. Besonders das gebildete und wohlhabende Bürgertum war bestrebt, sich von den dogmatischen Lehren der Kirche und der „geistigen Bevormundung“ durch die Obrigkeiten zu befreien, um eine „Emanzipation des Denkens“ einzuleiten. Um ihre emanzipatorischen Ideen durchzusetzen, beriefen sich zahlreiche Aufklärer auf die Antike als Legitimationsinstanz. Auch in den literarischen Werken dieser Zeit ist die Antike aus diesem Grund omnipräsent. Der elliptische Leitspruch Voltaires Écrasez l’infâme war bereits zu seinen Lebzeiten europaweit bekannt, wobei er sich sowohl auf die Institution der Kirche als auch auf Aberglauben bezog.

## Einordnung
Die Aufklärung kann als eine Epoche des Übergangs zwischen der Frühen Neuzeit und der Moderne angesehen werden. Zutreffend ist dies in hohem Maße in der Literatur. Die normative Poetik büßte ihre vorherrschende Stellung ein. Infolge einer intensiveren Shakespeare-Rezeption verlor die klassische Einteilung des Theaters in hohe (Tragödie) und niedrige Gattung (Komödie) an Bedeutung. In Frankreich entstand hauptsächlich durch Pixérécourt das Melodram als populäres Unterhaltungstheater. Das Theater selbst entwickelte sich immer mehr zu einer bürgerlichen Institution.
Die Literaten emanzipierten sich von ihren (meist adligen) Auftraggebern und wurden allmählich zu selbständigen Unternehmern. Sie bedienten seitdem nicht mehr nur die Bedürfnisse der europäischen Höfe, sondern auch einen Markt für Leser, die nicht dem Adelsstand, sondern dem sich etablierenden Bürgertum angehörten.

## Volkssprachliche Bildung und Veränderungen des literarischen Publikums
Jürgen Habermas vertritt die These, dass erst die Entstehung einer frühbürgerlichen literarischen Öffentlichkeit der Entstehung der bürgerlichen politischen Öffentlichkeit den Weg bereitete, was allerdings von verschiedenen Autoren mit Blick auf die Quellenlage bestritten und als Idealisierung angesehen wurde.
Eher waren es die auf Verbesserung der Volksbildung zielenden Bestrebungen der absolutistischen Monarchien, die zu einer Verbreiterung des Lesepublikums führten. So wurde in großen Teilen Deutschlands die Schul- oder Unterrichtspflicht bis zum frühen 18. Jahrhundert (in Preußen 1717) durchgesetzt. Die Ausweitung der Volksbildung führte paradoxerweise zu einer Verdrängung der Sprache der Gebildeten, nämlich des Lateins. Durch die Verbesserung des volkssprachlichen Unterrichts wuchs ein breiteres Lesepublikum heran. Wochenzeitungen gab es seit dem frühen 17. Jahrhundert, die ersten Tageszeitungen seit etwa 1650. Sie enthielten neben Kuriositäten durchaus politische Informationen und wurden anders als Buchmanuskripte nicht durchweg zensiert.
Auch als Wissenschaftssprache wurde das Lateinische in vielen Disziplinen überflüssig. Dieser Vorgang verlief zunächst recht zögerlich, da (Neu-)Lateinisch noch der europaweiten Verständigung zwischen den Wissenschaftlern diente, bis es durch das Französische als Lingua franca weitgehend abgelöst wurde. Französischsprachige Bücher wurden schon seit dem 17. Jahrhundert in den Niederlanden (z. B. bei Elsevier) gedruckt, um die französische Vorzensur zu umgehen. In London entstand ein englischsprachiger Buchmarkt mit modernen Vertriebsmethoden; auch deutsche Buchhändler ließen hier drucken.
Die ersten deutschsprachigen Philosophievorlesungen hielt Christian Thomasius 1680. Giambattista Vico veröffentlichte seine Scienza Nuova 1725 in italienischer Sprache. Dadurch brach die Philosophie mit der scholastischen Tradition; die Texte wurden tendenziell gebildeten Laien zugänglich und schlossen immer stärker die Behandlung lebenspraktischer Probleme ein. Noch um 1730 waren etwa 30 Prozent der in Frankfurt und Leipzig gehandelten Bücher in lateinischer Sprache verfasst. Doch schon bis um 1740/50 wurde Latein in den meisten Staaten Westeuropas als Wissenschaftssprache durch die nationalen Sprachen abgelöst, auch wenn dieser Prozess in den katholischen Ländern langsamer verlief und viele Naturwissenschaftler, z. B. Alessandro Volta und Luigi Galvani länger am Lateinischen festhielten. Kants Denken war jedoch weitgehend von der lateinischen Sprache beeinflusst.
Der Buch- und Zeitschriftenmarkt blieb jedoch stark gespalten. Neben den billigen Volksbüchern und religiösen Schriften in den Volkssprachen entwickelte sich im 17. Jahrhundert das Segment der Belles lettres, der besser ausgestatteten, teils mit teuren Kupferstichen versehenen Bücher, die den breiten Massen verschlossen blieben.
Einen gravierenden Wandel erlebte die literarische Öffentlichkeit seit dem Erscheinen von Literaturzeitschriften. Diese in Entstehung begriffene, bis um 1780 durchaus unpolitische Öffentlichkeit wurde noch stark von königlicher bzw. fürstlicher Zensur kontrolliert und eingeschränkt. Erst die Lockerung der Vorzensur ab 1740 in Preußen durch Friedrich den Großen machte die Arbeit für Literaten und Journalisten etwas einfacher (siehe Berliner Aufklärung). Durch Lesezirkel, Lesegesellschaften, in Leihbibliotheken und Kaffeehäusern wurde zudem Literatur für weite Kreise öffentlich zugänglich. Frankreich setzte die schon im 17. Jahrhundert begründete Tradition der Literarische Salons fort, die nun auch für die philosophischen und politischen Debatten der Aufklärer bedeutsam waren.

## Die Relativierung der Vernunft
Seit etwa 1740 (in England bereits wesentlich länger) war die Literatur der Aufklärung in Frankreich und Deutschland geprägt durch die Strömung der Empfindsamkeit mit ihrer Relativierung der Rolle der Vernunft sowie der Betonung des Privatlebens und der positiven, nicht zerstörerischen Rolle der Gefühle. Hierdurch wurde vor allem ein weibliches Lesepublikum angesprochen. Eine klare epochenmäßige Abgrenzung ist jedoch nicht möglich; es handelt sich eher um eine Strömung innerhalb der Aufklärung, die mit der Ästhetik des Rokoko korrespondiert und die emotionale Explosion des Sturm und Drang bzw. der Romantik vorbereitet, welche sich entschieden gegen die Vernunftherrschaft und die gesellschaftlichen Konventionen wenden.

## Aufklärung in Deutschland
Der bedeutendste Autor der Frühaufklärung in Deutschland war Christian Fürchtegott Gellert mit seinen Fabeln, eine literarische Form, die zu dieser Zeit aufblühte, weil sie sich besonders für die Umsetzung der didaktischen Intention der Schriftsteller eignete. Die bedeutendste Figur im literarischen Leben war Johann Christoph Gottsched. Sein wichtigstes Werk stellte eine Sammlung von Theaterstücken dar, die er unter dem Titel Deutsche Schaubühne veröffentlichte. Sein Versuch einer critischen Dichtkunst vor die Deutschen (1730) orientierte sich an der Französischen Klassik, besonders an Boileaus L’Art poétique (1674). Mit seiner Dramentheorie beeinflusste er maßgeblich die Entstehung des klassischen deutschen Dramas, wurde aber zugleich von vielen Seiten scharf kritisiert. Der sterbende Cato aus dem Jahr 1732, sein Versuch, ein Regeldrama zu verfassen, gilt als gescheitert. Gottsched organisierte die deutsche Übersetzung von Peter Baylens historisches und kritisches Wörterbuch (Leipzig 1741–1744). Er setzte sich zudem für eine einheitliche deutsche Hochsprache ein.
Einer der bedeutendsten Dichter der deutschen Aufklärung war Gotthold Ephraim Lessing. Mit seinen Dramen und seinen theoretischen Schriften, die vor allem dem Toleranzgedanken verpflichtet sind (z. B. Nathan der Weise) hat er der weiteren Entwicklung des Theaters einen wesentlichen Weg gewiesen und die öffentliche Wirkung von Literatur nachhaltig beeinflusst. Lessing wandte sich gegen die herrschende Literaturtheorie und die normative Poetik Gottscheds. Lessing wollte weniger die moralische Belehrung im gottschedschen Sinn erreichen, sondern vielmehr eine sittliche Läuterung.
Buchmanufakturen wie die von Johann Friedrich Cotta, Friedrich Nicolai oder die Dieterich’sche Verlagsbuchhandlung wurden seit Mitte des 18. Jahrhunderts zu Zentren der deutschen Aufklärung.
Wesentliche Anregungen bezog die deutsche Literatur der Aufklärung aus Frankreich. Schiller und Lessing übersetzten Werke von Denis Diderot. Goethe nutzte eine Schaffenskrise zur Übersetzung folgender Werke: Tancred und Mahomet, beide von Voltaire (1802), und Le Neveu de Rameau von Diderot (1804). Für die Verbreitung der Ideen der Aufklärung setzten sich auch teilweise Geheimbünde wie die Illuminaten ein.

## Literarische Formen
Ein wichtiges Kennzeichen der Literatur der Aufklärungszeit ist das Spiel mit bekannten literarischen Formen bzw. ihre Neu- und Weiterentwicklung. Geradezu revolutionär war Beaumarchais’ Die Hochzeit des Figaro (1778, Uraufführung 1784), bei dem der Diener entgegen den literarischen und bisherigen gesellschaftlichen Konventionen die Hauptrolle übernimmt.

### Prosa
Neu ist auch die Aufwertung der Prosa: Montesquieu nutzte die Form des Briefromans in seinen Lettres persanes, 1721. Die beiden Protagonisten aus Persien ermöglichten ihm eine neue Perspektive auf die französische Gesellschaft mit entsprechend kritischer Distanz.
England
In England (wo die Frühaufklärung als Neoklassizismus bezeichnet wird) entwickelten sich die moralischen Wochenschriften im frühen 18. Jahrhundert als wichtiger Zweig der Unterhaltungsliteratur und Medium des erstarkenden Bürgertums. Sie dienten diesem zur Entwicklung eines neuen Selbstverständnisses: „Private“ Geschichten aus dem Umkreis von Ehe, Familie und Geschäft wurden moralisch-didaktisch ausgedeutet. Ein bedeutender Herausgeber solcher Blätter war Richard Steele. In England entwickelten sich auch der politisch-kritische Essay und die Prosasatire zur Blüte. Als Meister der Satire, die die traditionelle Form der in Allegorien verpackten Kritik weit hinter sich lassen, sind der Ire Jonathan Swift und Samuel Butler hervorgetreten. Lawrence Sternes Roman Tristram Shandy ist ein Formexperiment ohne Vorläufer, das an John Lockes Assoziationstheorie anknüpft. Wegen seiner vielfach gebrochenen, zwischen Empfindsamkeit, Ironie und grober Satire schwankenden Erzählhaltung verweist er einerseits bereits auf Romantik und Moderne, andererseits kann man in ihm einen Ausläufer des Schelmenromans erblicken. Die meisten erfolgreichen des 18. Jahrhunderts entstanden in England. Diese wurden dort als Novel bezeichnet.
Deutschland
In dem Roman Insel Felsenburg, dessen vier Teile 1731 bis 1743 erschienen, verbindet Johann Gottfried Schnabel das Genre der Robinsonade mit dem Entwurf einer frühaufklärerisch, pietistisch geprägten Gesellschaftsutopie und heftiger Kritik an den Zuständen in Europa zu Beginn des 18. Jahrhunderts.
Um diese Zeit erreichte das Genre der moralischen Wochenschriften als Unterhaltungs- und Selbstvergewisserungsliteratur des Bürgertums auch Deutschland; es diente vor allem auch als Instrument der moralischen Erziehung der „Frauenzimmer“. 1748 erschien Gellerts Familienroman Leben der schwedischen Gräfin von G***, der mit seinen nur locker verbundenen Episoden an den Stil dieser Wochenschriften ebenso wie an Samuel Richardsons Werk anknüpfte und bereits der Phase der Empfindsamkeit zuzuordnen ist. Auch die Fabeln von Gellert oder Lessing dienten der moralischen Belehrung der Leser. Wegweisende Prosawerke in Deutschland waren der Bildungsroman Geschichte des Agathon (1766/67) von Christoph Martin Wieland und der psychologische Roman Anton Reiser (1785/86) von Karl Philipp Moritz. Kinder- und Jugendliteratur veröffentlichte Christian Felix Weiße.
Frankreich
In Frankreich wurden die contes philosophiques (philosophische Erzählung, Kurzroman), durch Voltaire (Candide, 1759) und D. Diderot als neue Erzählform entdeckt. Mit Rousseaus Confessions („Bekenntnisse“, 1765–1770, posthum ab 1782 erschienen) entsteht eine der ersten modernen Autobiografien. 1771 veröffentlichte Louis-Sébastien Mercier anonym den ersten utopischen Zukunftsroman. In L'An 2440, rêve s'il en fut jamais vergleicht er die absolutistische Monarchie mit einer freien Gesellschaft, in der die Anerkennung nicht auf ererbten Privilegien, sondern den Verdiensten beruht. Goethe übernimmt später die Form des Briefromans in seinem Werther von 1774, der der Epoche des Sturm und Drang zugerechnet wird.

### Drama
Frankreich
Die meisten Autoren und Werke des französischen Theaters der Aufklärung sind heute mehr oder weniger in Vergessenheit geraten. Nur Beaumarchais vorrevolutionäre Komödie Die Hochzeit des Figaro ist aufgrund des witzigen Charakters Figaros und durch die Opernfassung Mozarts weiterhin populär. Um der Zensur zu entgehen, verlegte Beaumarchais die Handlung des Stückes nach Spanien, dennoch waren die Parallelen zum Ancien Régime für jedermann deutlich. Auch das Aufführungsverbot des Königs konnte den Erfolg des Werkes nicht verhindern. Der Diener als Vertreter des Dritten Standes weiß einfach zu finten- und einfallsreich die Pläne des Grafen zu konterkarieren und zeigt damit deutlich seine moralische Überlegenheit.
Die wichtigste Poetologie zum Theater geht wiederum auf Denis Diderot zurück: Discours sur la poésie dramatique (1758). Sein Vorwort zu Le Père de famille verortet das Theater der Zukunft zwischen klassischer Tragödie und Komödie. Diderot forderte ein drame bourgeois – ein bürgerliches Schauspiel mit gewöhnlichen Protagonisten.
Deutschland
In Deutschland schuf Lessing durch seine Dramen, u. a. Emilia Galotti (1772), die neue literarische Gattung des Bürgerlichen Trauerspiels. Es entspricht in Form (keine Versdichtung) und Inhalt den Identifikations- und Präsentationsbedürfnissen des zunehmend gebildeten, finanziell potenten und politisch noch unbedeutenden Bürgertums. Die Ohnmacht des Bürgertums und die Willkür des Adels im 18. Jahrhundert musste u. a. Schillers Vater als Werbeoffizier im Dienste des württembergischen Herzoges erleben, der frei über seine Bürger verfügte und diese als Söldner nach England verkaufte, um sein aufwändiges Hofleben zu finanzieren. Schiller entzog sich dieser Bevormundung 1782 durch Flucht. Dieser zeitgenössische Konflikt zwischen Bürgertum und Adel steht später auch in seinem Drama Kabale und Liebe (1784) im Mittelpunkt. Im Unterschied zu Lessing nutzte aber Schiller nicht einen historischen Stoff als Vorlage, sondern verortete sein Stück ohne Zeitangabe Am Hof eines deutschen Fürsten. In seinem Vortrag Die Schaubühne als eine moralische Anstalt betrachtet (1784) unterstrich er die aufklärerischen Möglichkeiten der Institution Theater. Interessanterweise verwendet er dafür die Lichtmetapher: „Die Schaubühne ist der gemeinschaftliche Kanal, in welchen von dem denkenden, bessern Theile des Volks das Licht der Weisheit herunterströmt und von da aus in milderen Strahlen durch den ganzen Staat sich verbreitet. … der Nebel der Barbarei, des finstern Aberglaubens verschwindet, die Nacht weicht dem siegenden Licht.“

### Lyrik
Die höfische Dichtung wurde in der Lyrik schon zu Beginn des 18. Jahrhunderts und damit viel eher abgelöst, als in der Epik oder im Drama. Die Lyrik der Aufklärung besaß eine große Formenvielfalt; sie reichte von Gedankenlyrik, Lehrgedichten über Oden und Hymnen bis zu Balladen.